# Leptopelis spiritusnoctis
Leptopelis spiritusnoctis är en groddjursart som beskrevs av Rödel 2007. Leptopelis spiritusnoctis ingår i släktet Leptopelis och familjen Arthroleptidae. IUCN kategoriserar arten globalt som livskraftig. Inga underarter finns listade i Catalogue of Life.